# Excalibur (musique)
 (août 2025).
Si vous disposez d'ouvrages ou d'articles de référence ou si vous connaissez des sites web de qualité traitant du thème abordé ici, merci de compléter l'article en donnant les références utiles à sa vérifiabilité et en les liant à la section « Notes et références ».
Excalibur est un opéra-rock celtique, en plusieurs parties, écrit et réalisé par le musicien breton de musique folk-rock Alan Simon dont le projet datant de 1992 se concrétise seulement en 1998. L'année suivante un album concept sort sous le titre Excalibur, La légende des Celtes.
Son succès en France a conduit à deux autres créations  (L'anneau des Celtes en 2007 et The Origins en 2012). Un roman est aussi paru ainsi que deux enregistrements live en CD et DVD (Concert Mythique en 2000 et Live à Brocéliande en 2012). Cette saga musicale a reçu deux Grammy Awards aux États-Unis, trois disques d’or et plus de 300 000 spectateurs dans toute l’Europe.
En 2009, une adaptation spectaculaire combinant des compositions des deux premières parties a été réalisé avec succès en Allemagne sous le titre en anglais Excalibur: The Celtic Rock Opera. Un nouveau spectacle est produit en Allemagne en décembre 2016, The Dark Age of the Dragon, pour aboutir à la sortie d'un quatrième album studio en novembre 2017.

## La trilogieExcalibur

### Partie I
Alan Simon avait ce projet depuis 1992 mais il ne verra le jour qu'en 1998. Il embarque son équipage pour enregistrer vingt chansons et instrumentaux en studio, du Royaume-Uni à la Bretagne, de la Tchécoslovaquie à l’Italie (pour le mixage final avec Marco Canepa). La première partie d'une trilogie destinée, Excalibur, La légende des Celtes, sorti chez Sony music en janvier 1999 pour la France, se base sur la légende celtique arthurienne en mélangeant divers styles musicaux dans ses compositions et est jouée par 120 musiciens d'origines diverses dont Roger Hodgson (Supertramp), Fairport Convention, Dan Ar Braz, Tri Yann, Carlos Núñez, Denez Prigent, Angelo Branduardi, Didier Lockwood, Gabriel Yacoub, Gildas Arzel, Nikki Matheson, Bohinta, l'Orchestre symphonique de Prague et les chœurs bulgares Philippopolis, le Bagad Saint-Nazaire et celui de Quimperlé en live... Ces "seigneurs" du genre ont joint leurs talents dans cette aventure, se voyant chacun attribuer un rôle dans la légende.
L'histoire mythologique est basée sur la légende celte du roi Arthur, structurée comme une série de chansons et d'intermèdes instrumentaux reliés par la narration. D'un point de vue narratif, les morceaux suivent une progression chronologique, se présentant comme des tableaux qui mettraient en scène les personnages. Cela débute sur les frasques d'Uther Pendragon, puis couvre la naissance du roi Arthur, la création d'Excalibur, sa victoire sur les païens, la rébellion de Morgane et Mordred, la quête du Saint Graal, le voyage jusqu'à l'île d'Avalon, la défaite finale d'Arthur jusqu'à sa mort et celle de Lancelot. La plupart des chansons sont chantées en anglais, même si certaines sont en français et la chanson centrale, représentant le triomphe d'Arthur et de création de la Table Ronde, est un arrangement d'une chanson folklorique traditionnelle en breton. Merlin, la voix-off jouée par Jean Reno, raconte les événements en français.
L'œuvre originale crée la surprise. En quelques semaines, l'album La légende des Celtes devient disque d'or pour plus de 100 000 ventes en France et atteint le Top 10 et reste plus de trois mois dans le top 20. La remise du disque d'or, qui équivaut ensuite à un disque de platine, se déroule en mai 1999 au château des ducs de Bretagne à Nantes, suivie d'une fête en Brière où Alan invite ses chevaliers musiciens à relever le défi de la scène. Entre octobre 1999 et juin 2000, l'œuvre est alors jouée devant 30 000 spectateurs à Rennes, Paris-Bercy, Nantes, Quimper et au château de Malicorne. Un double CD live et VHS, sorti sous Excalibur, le concert mythique ("Excalibur, The legendary concert") a été enregistré lors du premier concert à Rennes le 12 octobre 1999 avec les musiques de l'album retravaillées et sept titres inédits, joués par une centaine de musiciens sur scène. Les deux opus se vendent à près de 200 000 exemplaires en France. Le 5 mai 2000, le live se classe parmi les 30 meilleures ventes en France. L'aventure continue le 5 décembre 2005 avec la sortie en DVD du concert qui sera DVD d'or.

### Partie II
En 2007, Alan Simon publie la deuxième partie du projet, Excalibur II, l'anneau des Celtes ("Excalibur II: The Celtic Ring") toujours avec une grande orchestration dans l'univers rock & folk, avec la contribution de Jon Anderson (Yes), Alan Parsons, John Wetton (King Crimson/Asia), Les Holroyd (Barclay James Harvest), Justin Hayward (The Moody Blues), Jacqui McShee (Pentangle), Maddy Prior (Steeleye Span), Karan Casey, Fairport Convention, Andreas Vollenweider, Jeremy Spencer (Fleetwood Mac), Merzhin, Didier Squiban, Flook, Cillian Vallely (Lunasa)... Une fois de plus, il a réussi à unir les stars internationales les plus populaires de la scène folk et rock progressif des années 1970-80 sur une même scène. 120 musiciens participent en juin au Breizh Tour qui passe par Brest, Rennes et Nantes.
Ce nouveau volet inspiré de la mythologie irlandaise s’attache à la genèse de la légende arthurienne, créant une histoire librement adaptée du temps d'avant le Arthur, en décrivant la naissance de Merlin, fils d’un démon et d’une humaine ou bien encore l’apparition d’Excalibur à l’issue d’un terrible combat. Le Petit Peuple vit dans un monde féerique près d'Anwynn, dépeint comme une fusion physique de la Grande-Bretagne et l'Irlande. L'émergence des Formeriis, barbares démoniaques des ténèbres, conduit le peuple des Tuatha de Danann (treize dieux) en une lutte contre la maléfique tribu. Merlin aidé par Uther Pendragon va donc lutter contre l'armée des Formeriis qui a envahi la terre heureuse d'Anwynn. Diverses figures mythiques celtes sont introduites, notamment Lugh, le dieu Dagda, la Fée Viviane, l'Elfe Pwyll, le marin Bran et Saint Brendan ou encore le dragon géant, l'arbre géant de la forêt enchantée, l'anneau sacré...
Il écrit trente-cinq nouvelles chansons mais dix-sept sont retenues sur l'album final. Les morceaux sont chantés en anglais, mis à part le single "De l’autre côté" chanté en français par le groupe Merzhin et qui a participé au clip de la chanson avec Jean-Claude Dreyfus. L'album est disque d'or en France et en Allemagne. En février 2008, l'album sort chez EMI et il reçoit trois Awards par le Progressive Rock Hall of Fame américain (aux côtés de Peter Gabriel et Led Zeppelin) : Best Song ("Circle of life" écrite par Alan Simon, interprétée par Jon Anderson), Best Producer of the Year (Alan Simon), Best vocalist pour Justin Hayward de The Moody Blues ("Earth and Sky").

### Partie III
Enfin, le dernier volet de la trilogie, intitulé The Origins devait initialement sortir en janvier 2011 puis en septembre et finalement reporté au 13 février 2012 chez Celluloid par le producteur Gilbert Castro. Alan Simon décrit l'origine des premiers clans Celtes en 3000 av. J.-C. dans sa propre version du mythe celtique, jusqu'aux celtes "barbares" décrits par les romains, celtes qui furent persécutés et contraints d'émigrer au Ve siècle (pays celtiques). Il a imaginé la grande épopée de Dun Aengus, jeune chef de clan, qui parcourut les plaines à la recherche d’une terre fertile qui sera celle d'Avalon. Il cherche donc à faire voyager l'auditoire à travers les éléments et les paysages de l’Altaï à l’Armorique et évoquer ce qu'ils ont vécu (croyances, transhumance, combats, découvertes...). L’Irlande et l’Écosse furent ensuite leurs ultimes bastions...
De nouveau, c'est une véritable « Table Ronde musicale » d'envergure qui réunit de nombreux talents du monde celtique et du rock progressif mais pas seulement : John Anthony Helliwell (Supertramp), Martin Barre (Jethro Tull), Fairport Convention, Johnny Logan, Moya Brennan (Clannad), Jacqui McShee (Pentangle), Pat O'May, John Wetton (Asia), James Wood, Les Holroyd, Fleetwood Mac, Justin Hayward (The Moody Blues), Jimme O'Neill (The Silencers), Billy Preston, les Tambours du Bronx, le symphonique de Budapest, le chœur "I Batti Becchi"... Cinq ans de studio, 200 musiciens, dix studios à travers le monde et six mois de mixage furent nécessaires pour achever l'album qui compte en moyenne 130 pistes par titre. Une immersion totale pour Alan Simon et l'ingénieur du son italien Marco Canepa.
Un coffret collector est sorti en septembre 2011 chez Sony Music, comprenant les titres des deux premiers volumes ainsi que le live 99. Un album Live paraîtra courant 2013. Un ouvrage de 300 pages retraçant la genèse de cette aventure humaine et artistique paraîtra en 2012 aux éditions CPE (Excalibur, Aux contrées de l'imaginaire).
Un roman écrit par Alan Simon est sorti sur le récit mythologique des albums : Excalibur, Le cercle du dragon en mars 2008.

### Renouveau en Allemagne
De juillet 2009 à janvier 2010, la nouvelle tournée Excalibur, The Celtic Rock Opera en version opéra-rock grand spectacle – associant chevaliers, comédiens, danseurs et musiciens – connait un succès important en Allemagne. Les deux premières représentations en juillet 2009 au château Kaltenberg sont jouées à guichet fermé (douze mille billets vendus chaque soir). En janvier 2010, Excalibur part en tournée à travers treize villes en Allemagne et en Suisse et enthousiasme 100 000 personnes. Depuis sa création, Excalibur aura été salué par plus de deux cents mille spectateurs. Le DVD "Excalibur, The Celtic Rock Opera" est enregistré à Berlin.
L'opéra-rock original a été recréé dans une performance en langue anglaise avec une narration allemande par le comédien allemand Michael Mendl (Merlin), tandis que les parties musicales sont assurées par un certain nombre de grands noms de musiciens rock et folk. Accompagné par des spectacles visuels qui mêlent les costumes médiévaux, l'acrobatie, la danse, step-danse, les combats d'épée, les acteurs, sans oublier les décors, la pyrotechnie, les vidéos sur écrans géants, le mythe est vu sous un autre jour et transporte le spectateur dans l'univers celte des rois, des chevaliers et des sorciers. Excalibur est raconté, dans chaque pays respectifs, par un célèbre acteur national qui tient le rôle de Merlin et mène le public à travers l'histoire de sa voix puissante.
Le 14 août 2010, Excalibur est joué en Angleterre au festival de Cropredy devant 20 000 spectateurs. Une nouvelle tournée outre-Rhin est organisée entre janvier et mars 2011 (50 000 spectateurs).

### Nouveaux spectacles
Puis, à l'occasion de l'album The Origins, des spectacles ont lieu en France et en Bretagne (Nantes, Brocéliande...). Avec la forêt de Brocéliande en toile de fond, le concert grandiose du 14 juillet 2012 à Paimpont s'inscrit dans la légende. Pour l'occasion, 120 musiciens et 20 artistes internationaux du folk ou du rock répondent présents et un ultime album live ainsi qu'un DVD sont enregistrés par une chaîne télévisée britannique (sorti en novembre 2012). La forêt, mise en lumière par Yann Kersalé, était animée par un camp médiéval, des créatures féériques, des danseurs irlandais. Le groupe Skilda (Kohann) et Moya Brennan (Clannad) ont ouvert le spectacle The Origins, suivi du Concert Mythique avec les titres des deux premiers opus, pour finir par un fest-noz du duo Electrik Diskan. Malgré le risque d'annulation par un temps incertain, le concert a quand même eu lieu et, avec 7 000 spectateurs, il est le plus gros concert de l'été breton 2012. Il était question de tournées aux États-Unis, Russie, Australie, Ukraine...

### Partie IV
En décembre 2016, une tournée a lieu à nouveau en Allemagne avec un nouveau spectacle : The Dark Age Of The Dragon,. L'ensemble des compositions inédites issues de ce spectacle sont enregistrées pour Excalibur IV, le quatrième album studio sorti le 3 novembre 2017. L'histoire se situe mille ans plus tard, quand Merlin se réveille et découvre notre monde, enthousiaste puis déçu. Les 19 titres, essentiellement en anglais, sont des chansons d’amour et de questionnement sur le sens de la vie. Parmi les nouveaux « chevaliers », figure Alan Stivell, qui ouvre l'opus d’un chant en français, breton et anglais.
La saga Excalibur fête ses vingt ans le 15 août 2019 au Motocultor festival. Alan Simon réunit pour l'occasion un parterre de musiciens ayant joués dans des groupes de rock comme Supertramp, Fleetwood Mac, Jethro Tull ou encore de la musique celtique avec le Bagad Elven, Dan Ar Braz et des membres de Riverdance. 120 personnes participent au spectacle avant de partir pour une nouvelle tournée.

### Partie V
Après une sortie initialement prévue en 2019 mais repoussée pour cause de pandémie, paraît enfin, le 5 novembre 2021, Excalibur V - Move, Cry, Act, Clash!, le cinquième opus (composé de 12 titres) de la saga Excalibur composée par Alan Simon. Plus sombre, plus rock, plus engagé, le message se veut alarmiste concernant l'état de la planète. Le thème récurrent est, en effet, le sort de notre climat et nos agissements en sa faveur. Dans le sous-titre même de l'album "Move, cry, act, clash!", on peut lire colère et détresse : le compositeur invite l'auditeur à prendre conscience du sort de Mère Nature. Afin de faire entendre ce message universel, Alan Simon a su s'entourer de guests en invitant quelques-uns des plus grands noms du rock : Bernie Shaw (Uriah Heep), Michael Sadler (Saga), Steve Hackett (Genesis) ou encore Richard Palmer-James (King Crimson) mais aussi le Bagad Elven et Konan Mevel (Tri Yann) qui apportent une teinte folk. Le titre jazzy Lady Of the Lake ("La dame du lac") nous renvoie au mythe arthurien. La chanteuse palestinienne Miriam Toukan et la chanteuse israélienne Shira Golan sur "A brand new day" apporte un message d'espoir, d'apaisement et clôt cet opus sur une note positive. On notera que le livret de l'album comporte quelques petits clins d'œil à la vie privée et à la vie d'artiste de son auteur.

## Liste des artistes

### Casting original d'Excalibur

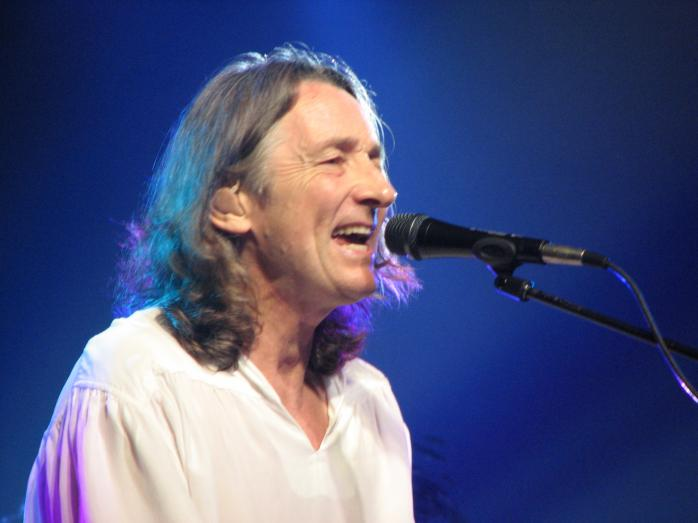
Roger Hodgson

Le casting original de l'album de 1998 La légende des Celtes, raconté par Jean Reno, compte en vedette entre autres :
- Roger Hodgson (Arthur)
- Les Tri Yann (Uther Pendragon)
- Gabriel Yacoub (Perceval)
- Fairport Convention (Gauvain)
- Angelo Branduardi (Galahad)
- Carlos Núñez (Lancelot)
- Denez Prigent (Balan)
- Dan Ar Braz (Merlin)
- Bohinta (Morgane et Mordred)
- Nikki Matheson (Guenièvre)
- Didier Lockwood (Kay)
- Davy Spillane
- Gildas Arzel
- L'Orchestre symphonique de Prague

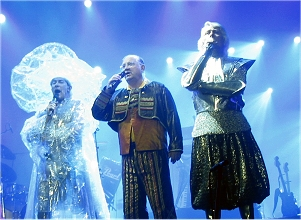
Tri Yann

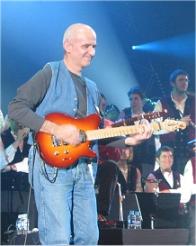
Dan Ar Braz

- Chœur orthodoxe bulgare Philippopolis
- Bagad Saint-Nazaire (studio)
- Bagad Bro Kemperle (concerts)

### Membres d'Excalibur II, l'anneau des Celtes

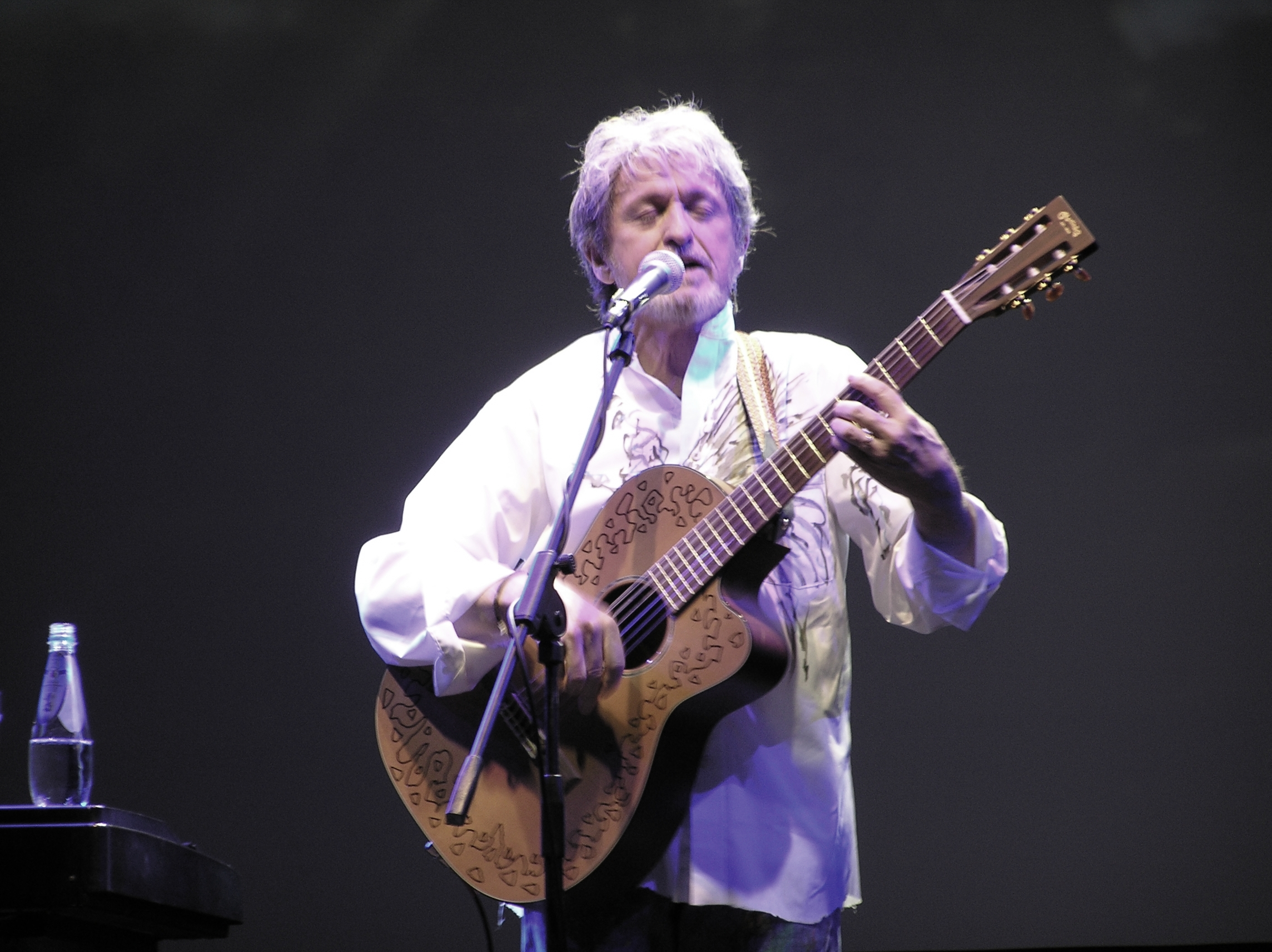
Jon Anderson

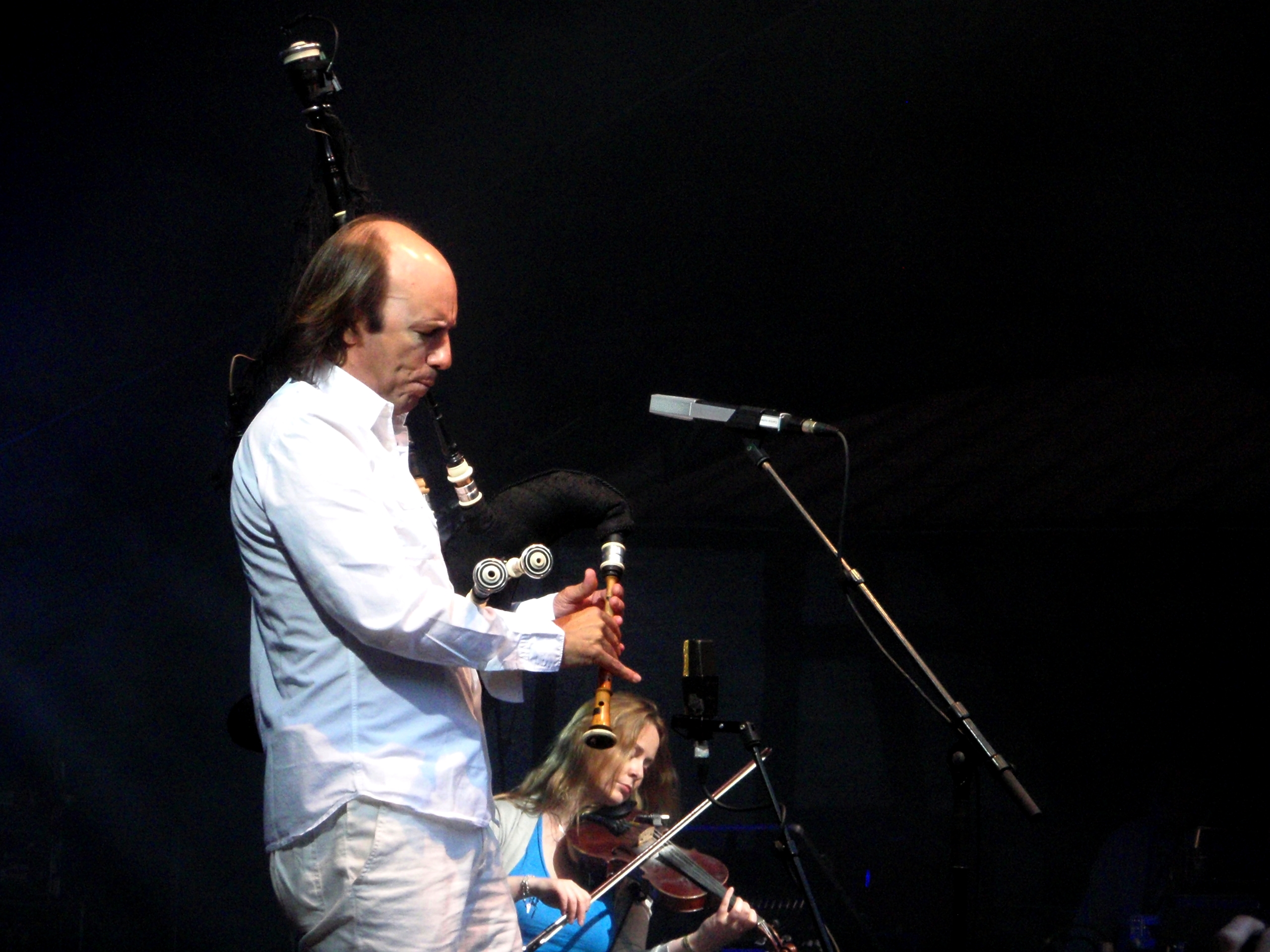
Carlos Núñez

En 2007, étaient réunis autour d'Alan Simon :
- Jon Anderson (Yes)
- Alan Parsons (The APP)
- John Wetton (King Crimson)
- Les Holroyd (Barclay James Harvest)
- Justin Hayward (The Moody Blues)
- Jacqui McShee (Pentangle)
- Martin Barre (Jethro Tull)
- Maddy Prior (Steeleye Span)
- Dave Pegg (Fairport Convention)
- Karan Casey
- Andreas Vollenweider
- Jeremy Spencer (Fleetwood Mac)
- Merzhin
- Didier Squiban
- Carlos Núñez
- Flook
- Cillian Vallely (Lunasa)
- L'Orchestre symphonique de Prague
- Bagad Saint-Nazaire

### Musiciens pourExcalibur III, The Origins

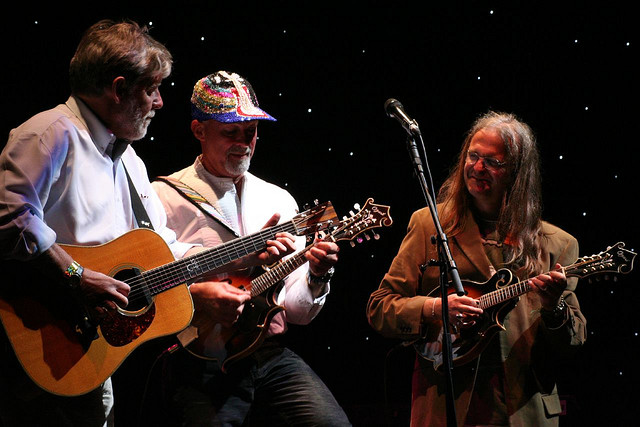
Fairport Convention

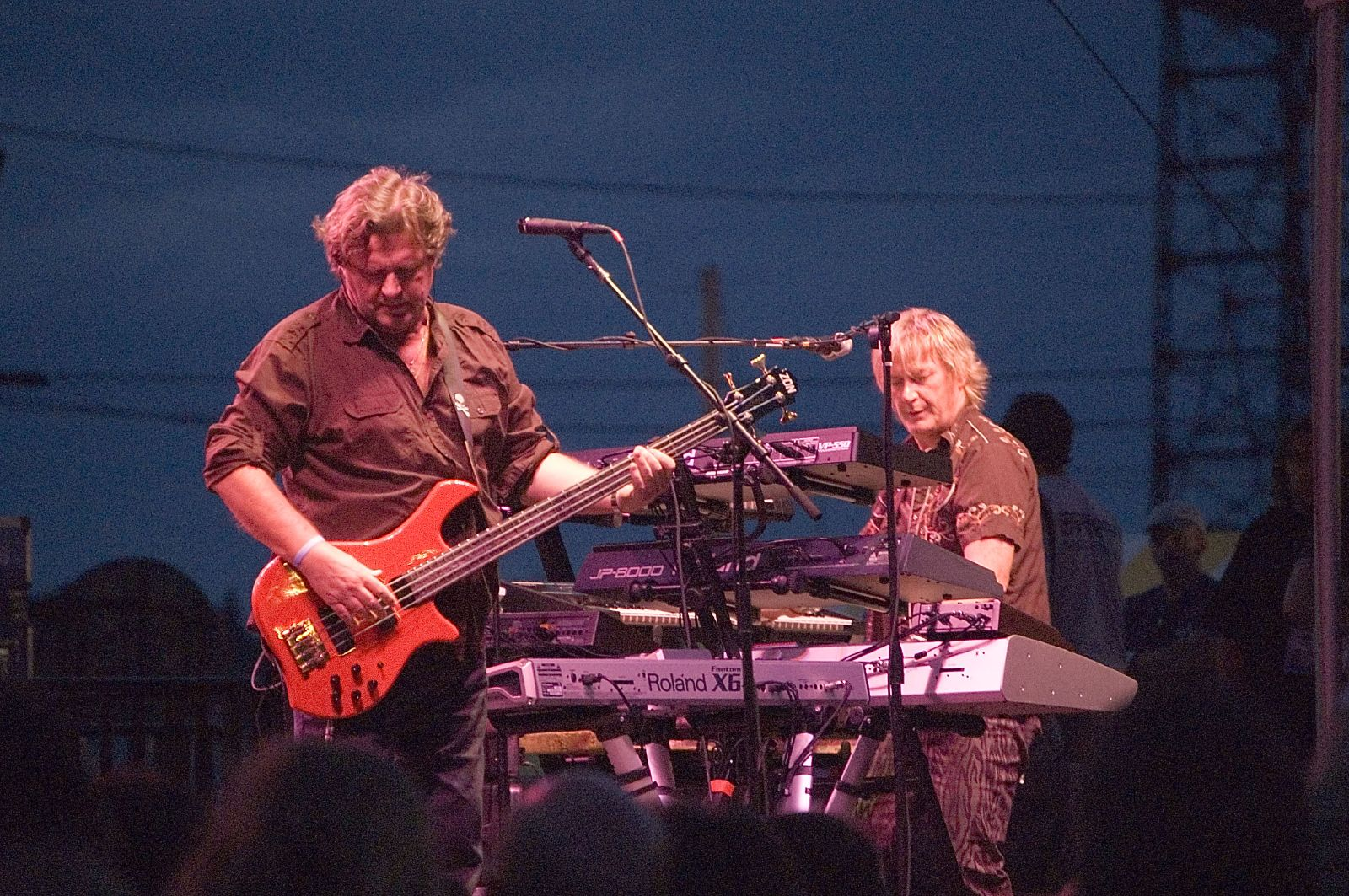
John Wetton

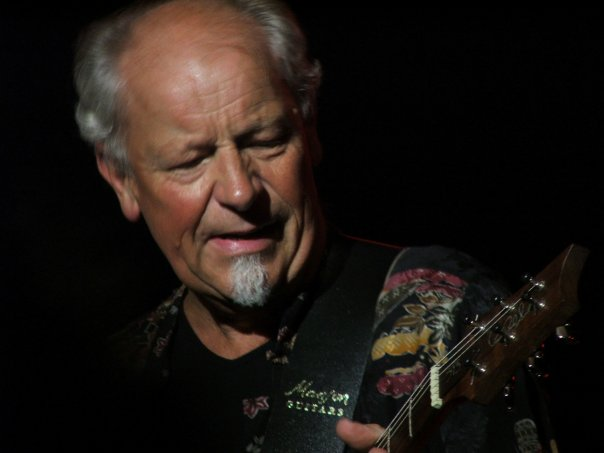
Martin Barre

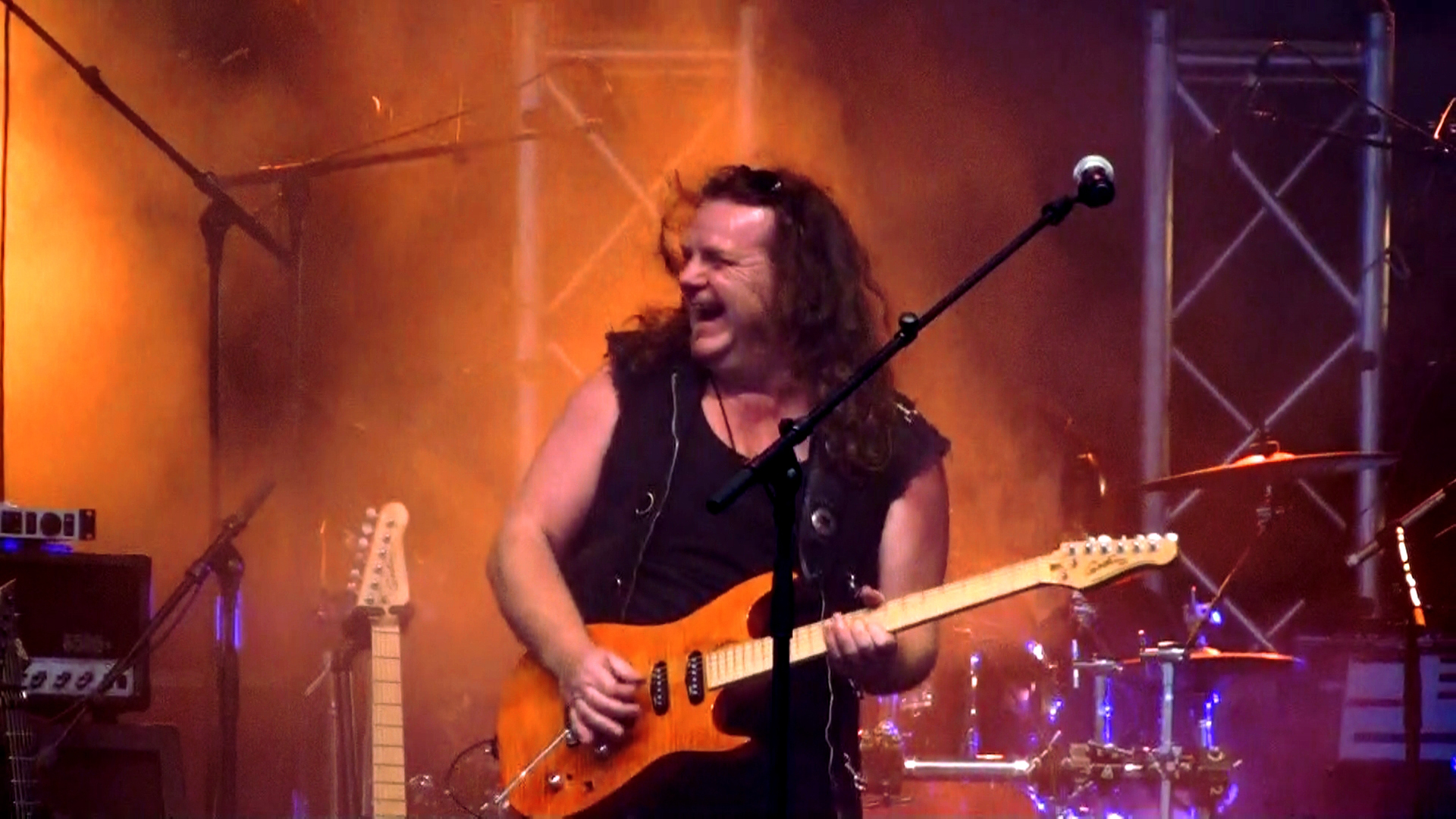
Pat O'May

Le final de la trilogie compte plus de 200 musiciens :
- Basile Leroux (Higelin, Eddy Mitchell)
- Billy Preston (Beatles, Rolling Stones)
- Cécile Corbel
- Cillian Vallely (Lúnasa)
- Didier Lockwood
- Fairport Convention
- Geoff Downes (Asia)
- Jacqui McShee (Pentangle)
- James Wood
- Jimme O'Neill (The Silencers)
- Jon Anderson (Yes)
- John Helliwell (Supertramp)
- John Wetton (Asia, King Crimson)
- Justin Hayward (The Moody Blues)
- Kohann
- Konan Mevel et Jean-Louis Jossic (Tri Yann)
- Les Holroyd (Barclay James Harvest)
- Martin Barre (Jethro Tull)
- Mick Fleetwood et Jeremy Spencer (Fleetwood Mac)
- Moya Brennan (Clannad)
- Pat O'May
- Les Tambours du Bronx
- Andrea Malladone
- Batti Becchi (quatuor)
- Roberto Tiranti alias Dun Aengus[22] (Labyrinth, Batti Becchi)
- Bob Callero
- Brankica Vasic
- Bruce Guthro (Runrig)
- Claude Samard
- Jean Roussel
- Navaraj Gurung
- Olivier Rousseau
- Manose Singh
- Manuel Delgado
- Marco Canepa (Paolo Conte, Zucchero)
- Marco Fadda
- Morgan Creac'h
- Steve Shean
- Sushila Amatya

### Participants pourThe Celtic Rock Opera

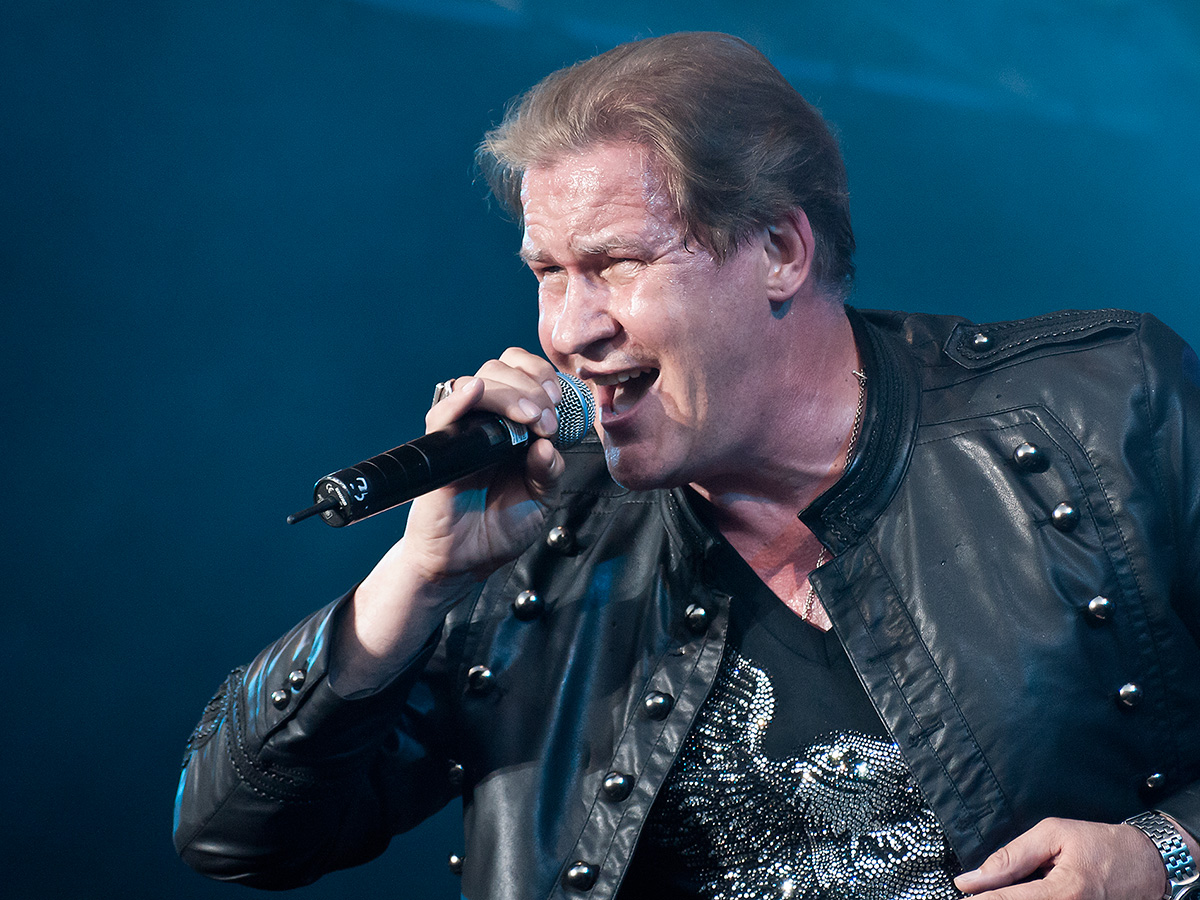
Johnny Logan

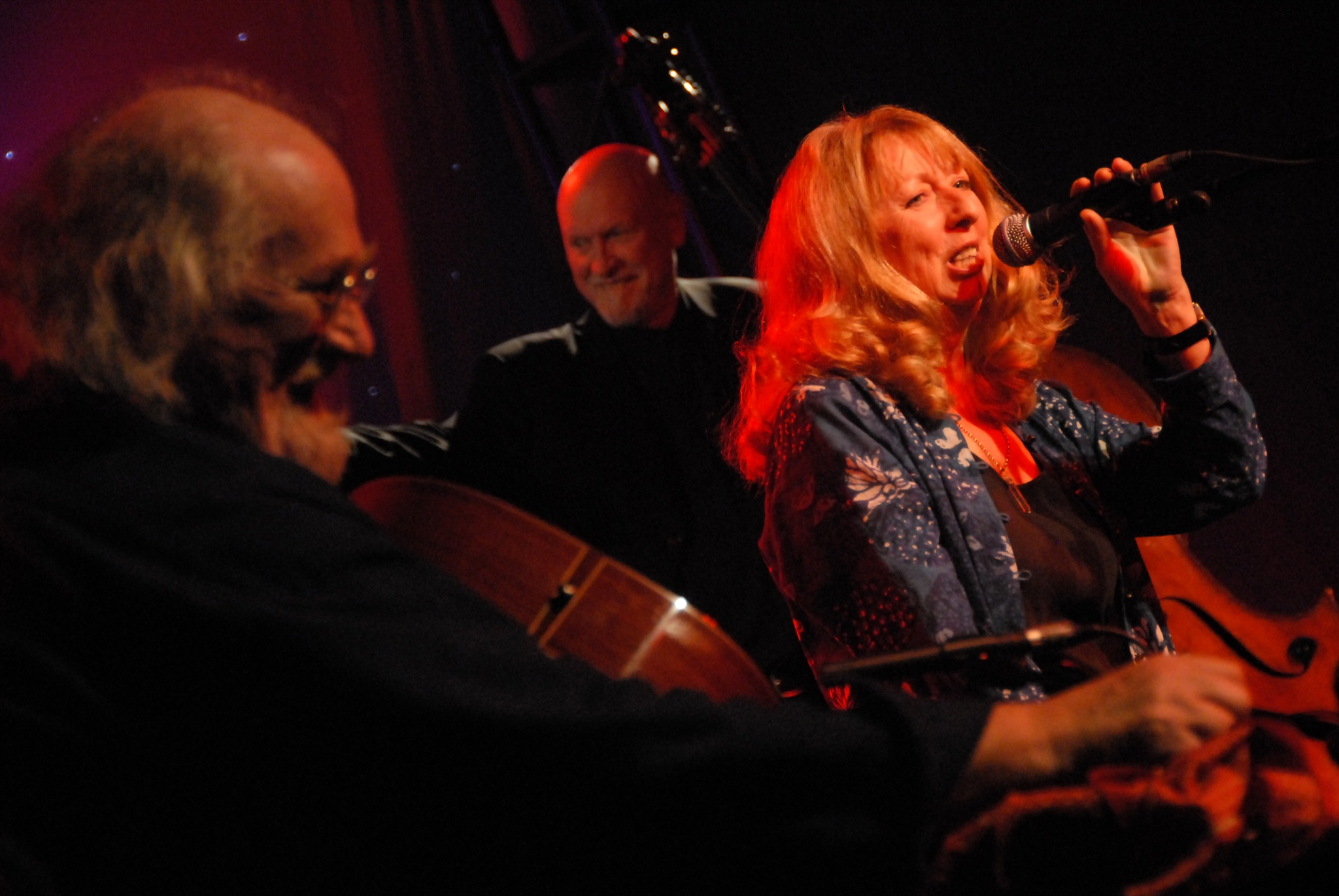
Jacqui McShee

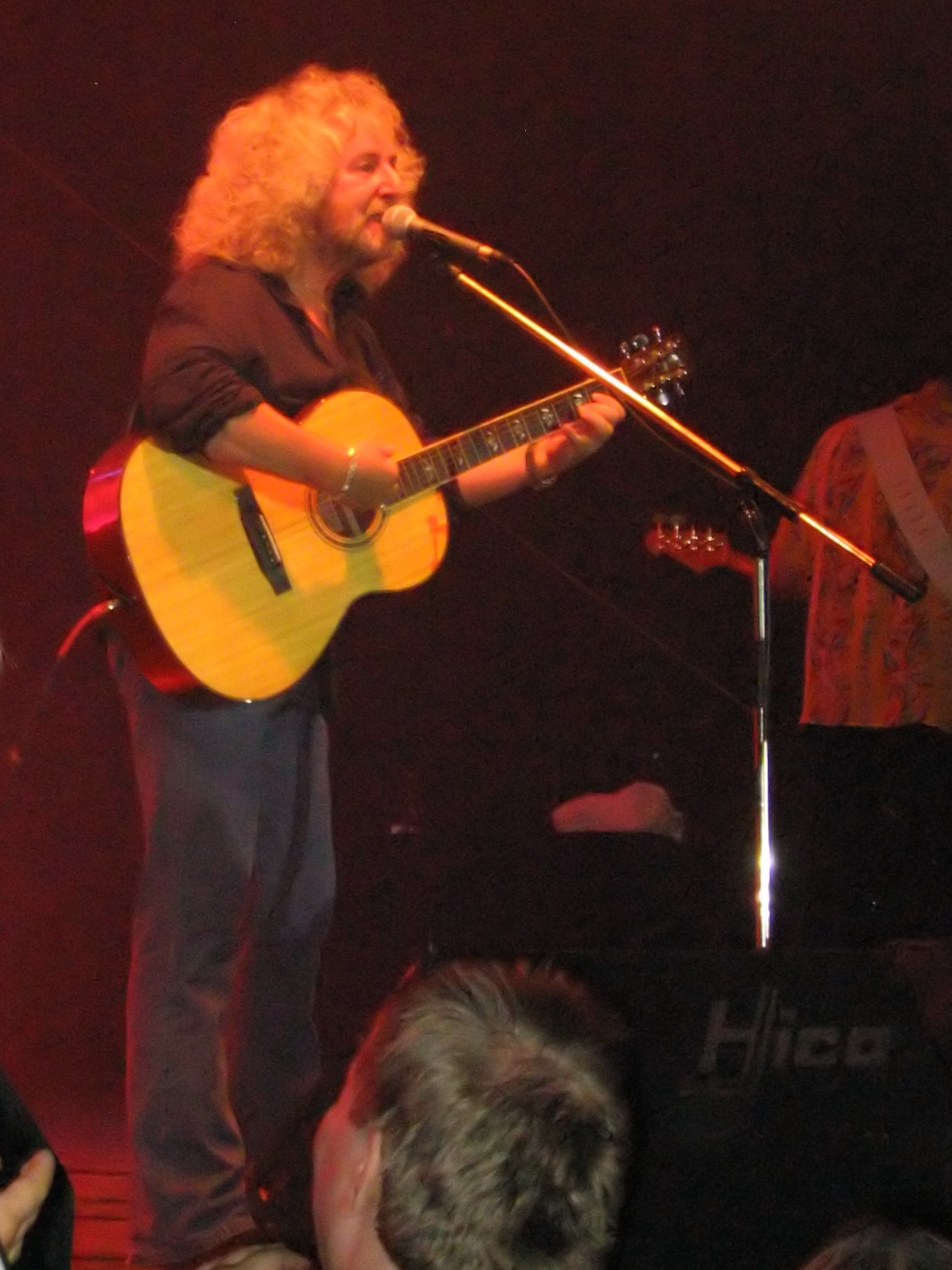
Les Holroyd

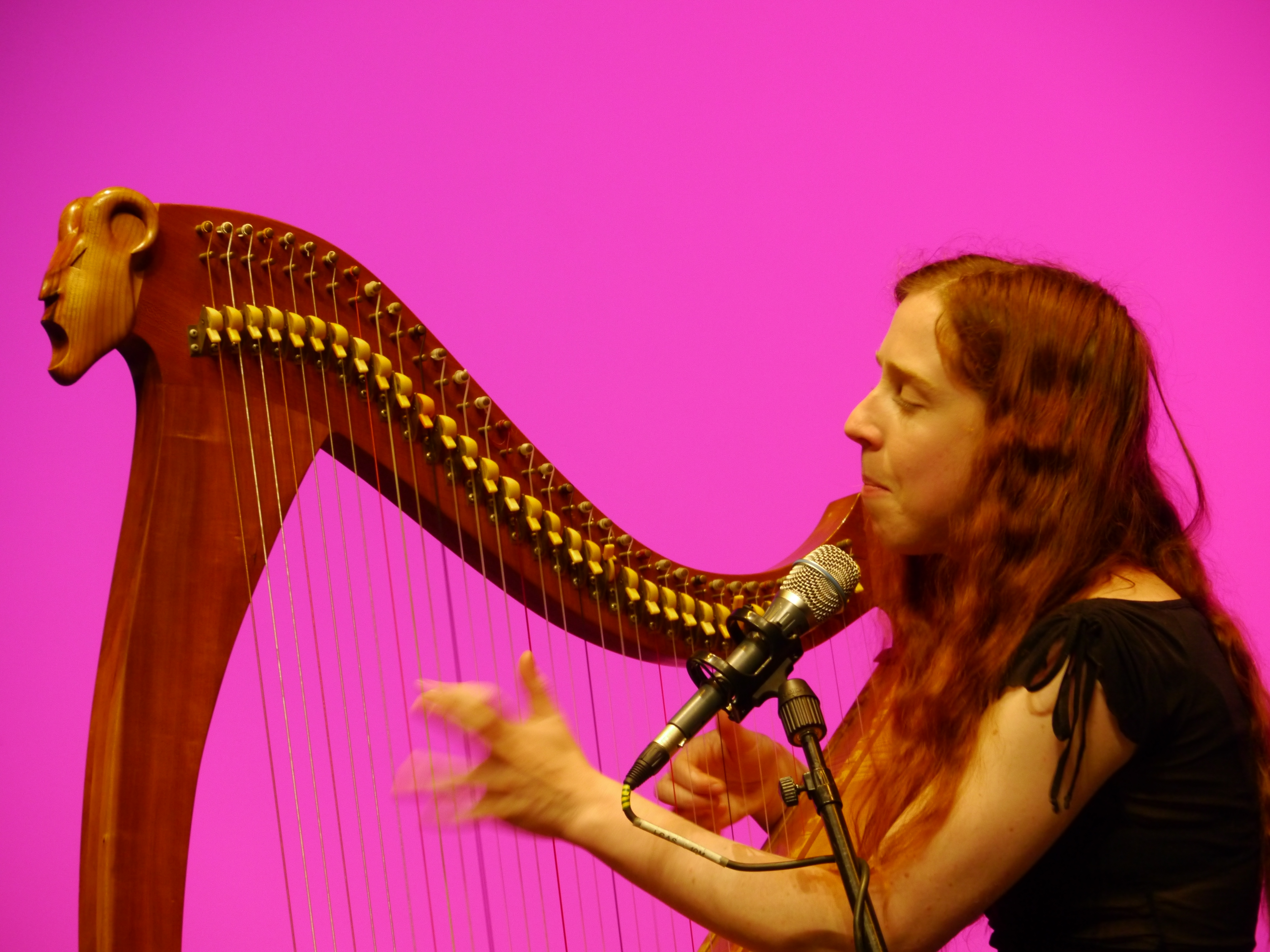
Cécile Corbel

Plus de 120 musiciens et interprètes participent à l'opéra-rock dont : 
- Johnny Logan
- Alan Parsons
- Martin Barre (Jethro Tull)
- John Helliwell (Supertramp)
- Les Holroyd (Barclay James Harvest)
- Jacqui McShee
- Dave Pegg, Gerry Conway, Simon Nicol et Chris Leslie de Fairport Convention
- Andreas Vollenweider
- James Wood
- Pat O'May
- Konan Mevel
- Corvus Corax
- Moya Brennan (Clannad)
- Fiona Wight, participant de Riverdance
- Bruce Guthro (Runrig)
- Cécile Corbel
- Judy Weiss
- Simone Heitinga
- Roland Heiss
- Luc Bertin
- Le New Symphony Orchestra de Sophia
- Feuervogel, théâtre groups et Simone Heitinga
- Celtic Feet Dance & Theatre Company
- Die Schwarzen zu Ritter Bruckh

### Musiciens pourThe Dark Age Of The Dragon
- Michael Sadler (chant)
- Bernie Shaw (chant)
- Moya Brennan (chant)
- Sonja Kristina (chant)
- Maite Itoiz (chant)
- Siobhan Owen (chant)
- Roberto Tiranti (chant)
- Alan Stivell (chant, harpe)

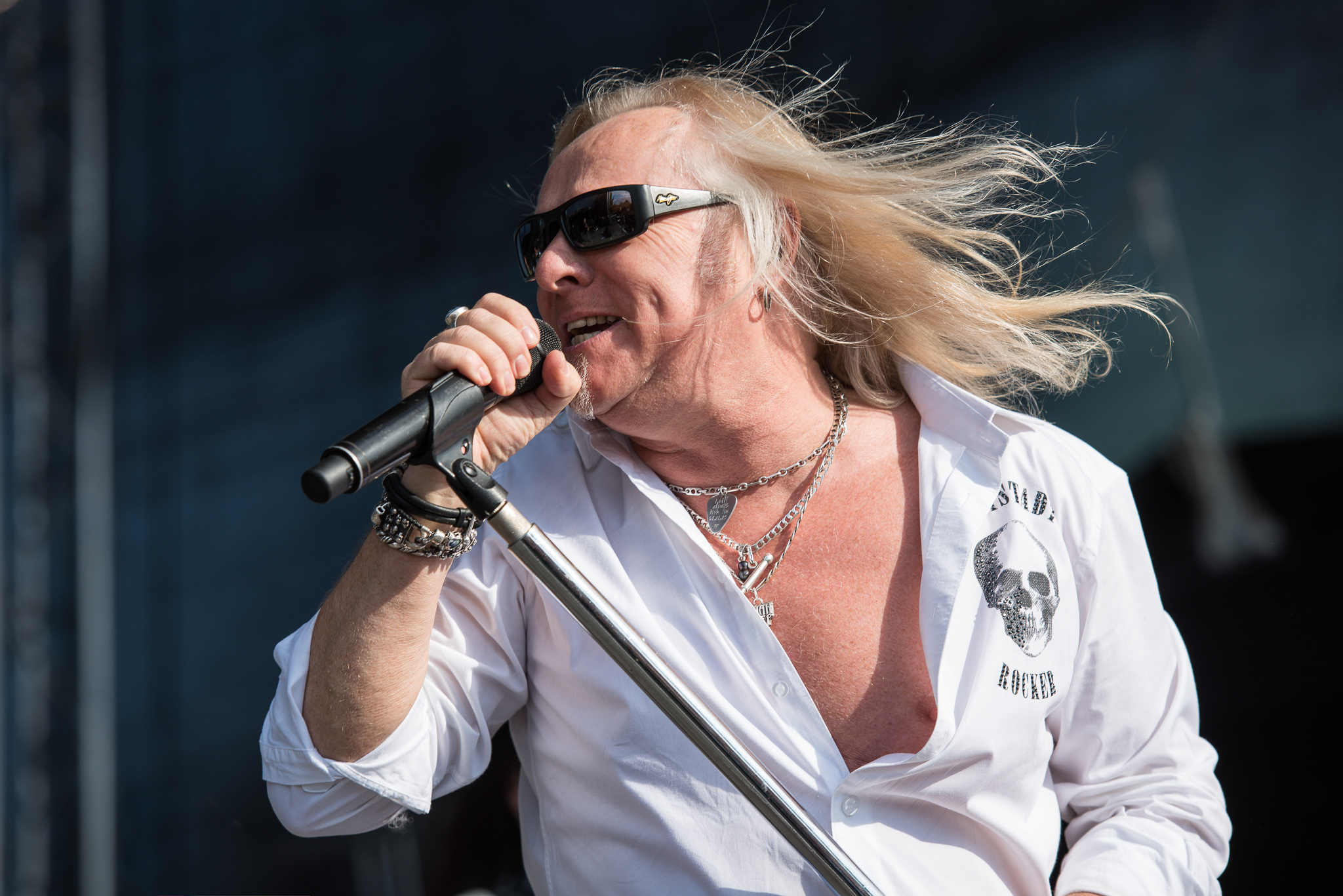
Bernie Shaw

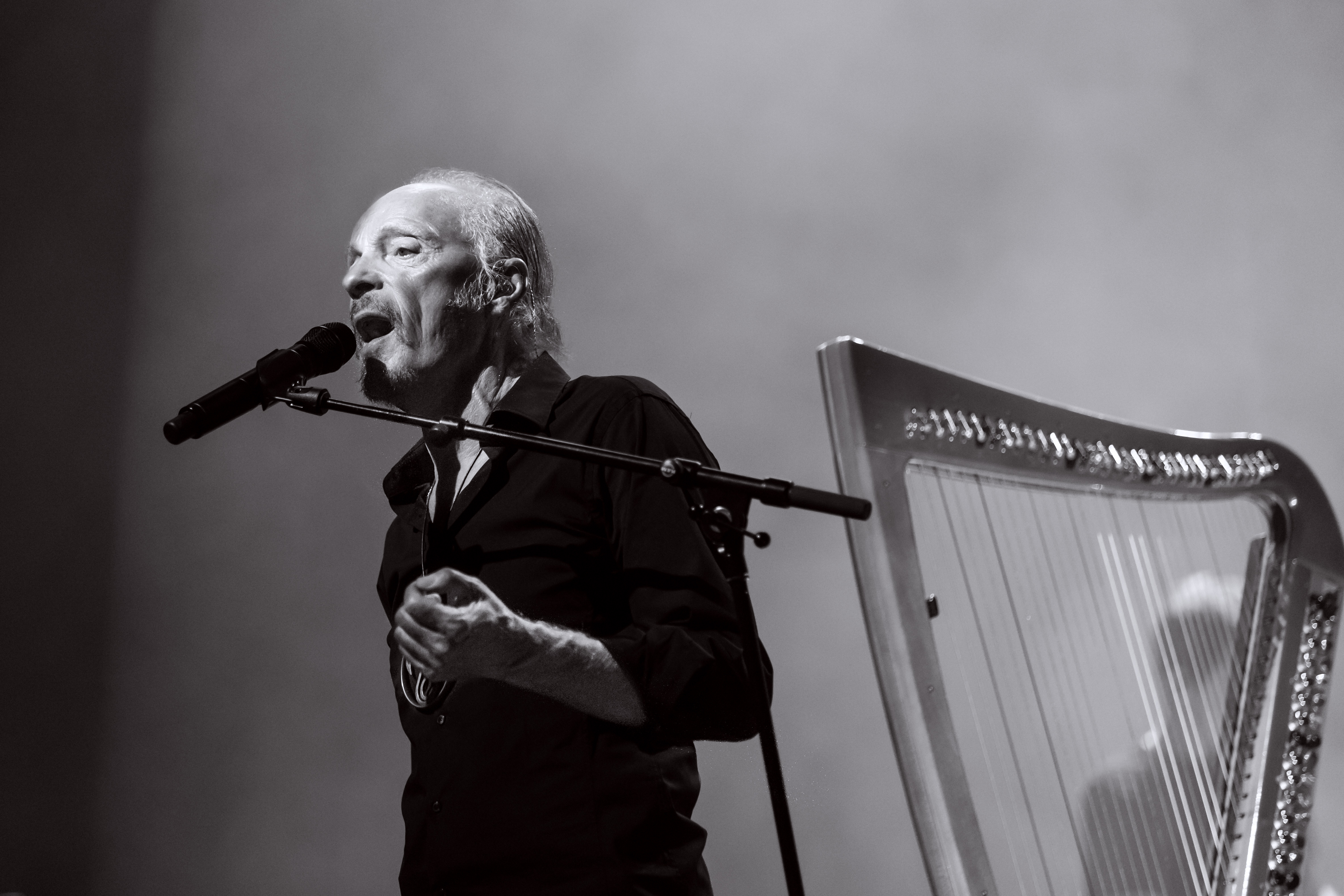
Alan Stivell

- Jesse Siebenberg (chant, basse, guitare, batterie)
- Alan Simon (chant, guitare)
- Massimo Palermo (basse)
- Martin Barre (guitare)
- Paolo Ballardini (guitare)
- Basile Leroux (guitare)
- Guido Carli (batterie)
- Claudio Fossati (batterie)
- Marco Fadda (batterie)
- John Helliwell (saxophone)
- Siobhan Owen (harpe)
- Konan Mevel (flûte)
- Daniela Piras (flûte)
- Louis Marie Sevéno (violon)
- Orchestre symphonique bohémien de Prague

## Réception
L'album-concept sort en janvier 1999 Excalibur, La légende des Celtes.